# Bootsektor
Bootsektor är den plats på en datalagringsenhet där information nödvändig för att starta apparaten datalagringsenheten tillhör återfinns. 

## Bootsektorer på PC-datorer
Det finns två olika sorters bootsektorer på PC-datorer:

### Master Boot Record
Master Boot Record är den första sektorn av en datalagringsenhet som har blivit partitionerad. Den innehåller kod för att lokalisera den aktiva partitionen och väcka upp Volume Boot Record (VBR).

### Volume Boot Record
Volume Boot Record är den första sektorn på en dators lagringsenhet som inte har blivit partitionerad eller den första sektorn av en individuell partition på en dators lagringsenhet, som har blivit partitionerad. Den innehåller kod som ska laddas för att starta upp operativsystemet (eller annat fristående program) installerat på den enheten eller på den partitionen. Det är nödvändigt att ha två bytes '55AA', kallad bootsektorsignatur, på slutet av sektorn för att det ska vara en giltig bootsektor. Annars kommer antingen BIOS mjukvara eller Master Boot Record (MBR) kod att generera ett felmeddelande och avsluta operativsystemets laddnings-process.

## Boota en PC
På IBM PC-kompatibla maskiner är BIOS omedvetet av värdet mellan Volume Boot Record (VBR) och Master Boot Record (MBR) och av partitionering. Firmware laddas och kör den första sektorn av datalagringsenheten. Om enheten är en floppydisk, blir det en Volume Boot Record (VBR). Om enheten är en hårddisk, blir det en Master Boot Record (MBR). Det är koden i Master Boot Record (MBR) som förstår diskens partitionering och den tar hand om att ladda och köra Volume Boot Record (VBR), på den aktiva (primära) partitionen.